# Мишуково (Ленинградская область)
Мишуково — деревня в Шугозёрском сельском поселении Тихвинского района Ленинградской области.

## История
Согласно семитопографической карте Новгородской губернии 1847 года деревня называлась Мишукова:

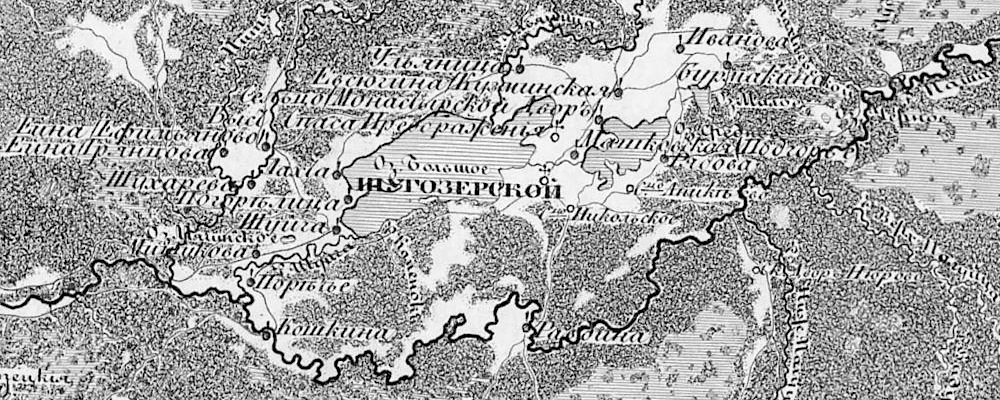
Деревня Мишуково на карте 1847 года

МИШУКОВО — деревня Мишковского общества, прихода Большешугозёрского погоста. 

Крестьянских дворов — 7. Строений — 15, в том числе жилых — 11.

Число жителей по семейным спискам 1879 г.: 15 м. п., 22 ж. п.; по приходским сведениям 1879 г.: 15 м. п., 23 ж. п.

По данным «Трудов комиссии по исследованию кустарной промышленности в России» выпуска 1882 года деревня насчитывала 22 крестьянских двора, число мужских душ в деревне — 44, из них занятых кустарным изготовлением вёдер — 2.
В конце XIX — начале XX века деревня административно относилась к Кузьминской волости 2-го земского участка 2-го стана Тихвинского уезда [Новгородской губернии.
По сведениям на 1 января 1913 года в деревне было 54 жителя из них детей в возрасте от 8 до 11 лет — 1 человек.
Согласно карте Ленинградской области Северо-западного аэрогеодезического треста ГГУ издания 1932 года деревня насчитывала 5 крестьянских дворов:
| Внешние изображения | Внешние изображения                 |
| ------------------- | ----------------------------------- |
|                     | Деревня Мишуково на карте 1932 года |

По данным 1933 года деревня Мишуково входила в состав Погорельского сельсовета Капшинского района Ленинградской области.
По данным 1966 и 1973 годов деревня Мишуково входила в состав Кузьминского сельсовета Тихвинского района.
По данным 1990 года деревня Мишуково входила в состав Шугозёрского сельсовета.
В 1997 году в деревне Мишуково Шугозёрской волости проживали 9 человек, в 2002 году — также 9 человек (русские — 89 %).
В 2007 году в деревне Мишуково Шугозёрского СП проживали 4 человека, в 2010 году — 5.

## География
Деревня расположена в северо-восточной части района на автодороге 41К-929 (подъезд к дер. Мишуково), к югу от автодороги 41К-946 (Озровичи — Пашозеро — Шугозеро — Ганьково).
Расстояние до административного центра поселения — 7 км.
Расстояние до ближайшей железнодорожной станции Тихвин — 63 км.
Деревня находится на правом берегу реки Шуйга.

## Демография
| 2007 | 2010 | 2017 |
| ---- | ---- | ---- |
| 4    | ↗5   | ↘4   |

### Национальный состав
Согласно данным Всероссийской переписи населения 2021 года в деревне проживали 8 человек, из них:
 русские — 7, ногайцы — 1 человек.

## Улицы
Весенняя.